# Bretterspitze (Hohe Tauern)
Pour les articles homonymes, voir Bretterspitze.
La Bretterspitze (appelé également Misenokt ou Hinterer Misenok) est une montagne qui s’élève à 3 001 m d’altitude dans les Hohe Tauern, en Autriche. Il est situé sur la limite entre les communes de Virgen et Matrei dans le district de Lienz (ou Tyrol oriental).